# Luiz-Manuel
 (mars 2023).
 Luiz-Manuel (de son vrai nom Luiz-Manuel dos Santos), né à Marinha Grande le 15 décembre 1935 et mort à Renens le 26 mai 2011, est un écrivain, poète, traducteur luso-suisse.

## Biographie
Luiz-Manuel quitte le Portugal, son pays natal, à l'âge de 27 ans pour la Suisse et séjourne dans la région de Lausanne depuis décembre 1962.
Comptable d'entreprise, il poursuit parallèlement une œuvre littéraire en deux langues et une activité de traducteur vouée essentiellement à la poésie. On peut par exemple signaler les traductions françaises de livres de poètes tels que Manuel Alegre ou José Bento.
Membre de plusieurs associations d'écrivains au Portugal (APE, PEN Club, APT, etc.), Luiz-Manuel appartient également à l'Association vaudoise des écrivains et à l'Association des traducteurs littéraires de France. Il est le délégué pour la culture de la Fédération des associations portugaises de la Suisse romande.
La poésie de Luiz-Manuel se caractérise par l'attention qu'elle porte aux mots et à leur poids dans chaque phrase, cherchant à exploiter des domaines thématiques originels et des images innovatrices. Privilégiant les poèmes courts et cultivant les épigrammes, cette poésie nous offre un langage intense, épuré et personnel.

## Principales œuvres
Sources

### Œuvres
- L’Oracle des ténèbres, suivi de : Lycanthropies, poésie, préface de Maurice Chappaz, Genève, éd. Eliane Vernay, 1979
- Chant précaire, suivi de : Le Voyageur indécis, poésie, Genève, éd. Elina Vernay, 1984.
- L’Été du monde, poésie, Genève, éd. hors commerce, 1986
- La Poussière et les fleuves, poésie, Genève, éd. Éditions Vernay, 1986
- O Pérfido martelo da memória, poésie, Lisbonne, Peregrinação ed., 1989
- Les Cœurs nomades, poésie, Genève, éd. Eliane Vernay, 1991
- Cruel Europa mãe das utopias, poésie, Lausanne, éd. FAPSR, 1995
- Dans l'hiver des regards, poésie, Genève, éd. Eliane Vernay, 1995
- Fractales et replis / Recuis & Fractais, poésie bilingue (français-portugais),  Genève, éd. Samizdat, 1995
- Maquinais, poésie, préface de Joana Morais Varela, Marinha Grande, éd. RCM, 2001
- Fugato, recueil à trois voix et en version trilingue (français, portugais, italien), en collaboration avec Claire Krähenbühl et Denise Mützenberg, Genève, éd. Samizdat, 2003
- Théorie du phare (français), proses poétiques, Genève, éd. Samizdat, 2006

### Traductions littéraires
- Lusiade exile, poèmes de Manuel Alegre, traduction du portugais (en collaboration avec Anne Perrier) et préface au recueil, Paris, P. Seghers, 1970
- Branca dias ou la sainte enquête, pièce de théâtre de Dias Gomes, traduction du portugais (Brésil), Lausanne, 1981
- Silabário, recueil bilingue de poèmes de José Bento, traduction du portugais, éd. PAP, 1998